# Borgo San Lorenzo
Borgo San Lorenzo (AFI: /ˈborɡo sanloˈrɛnʦo/) è un comune italiano di 18 342 abitanti della città metropolitana di Firenze in Toscana.

## Geografia fisica

### Territorio
- Classificazione sismica: zona 2 (sismicità medio-alta), Ordinanza PCM 3274 del 20/03/2003

### Clima
- Classificazione climatica: zona E, 2 122 GG
- Diffusività atmosferica: media, Ibimet CNR

## Storia
Certamente antichissimi sono i primi insediamenti nella zona centrale del Mugello, quella occupata successivamente da Borgo San Lorenzo.
Numerose sono le testimonianze dell'esistenza di nuclei abitativi anche anteriori agli Etruschi, dei quali possiamo trovare traccia nei pressi di Ronta.
Dal II secolo a.C. furono i Romani ad insediarsi in questi luoghi, creando la borgata di Anneianum, sulla via che da Firenze portava a Faenza.
Nel Medioevo la località appartenne agli Ubaldini, fino al X secolo, per passare poi sotto il potere civile del Vescovo Fiorentino, come è dimostrato dall'esistenza di un contratto enfiteutico datato 941, in cui è descritta la chiesa di San Lorenzo in Mugello, come appartenente al capitolo fiorentino. Data la sua felice posizione di nodo stradale, a controllo di un attraversamento sulla Sieve, Borgo San Lorenzo acquisì una certa importanza che gli permise di prevalere su tutta la zona circostante e di divenirne il mercatale.

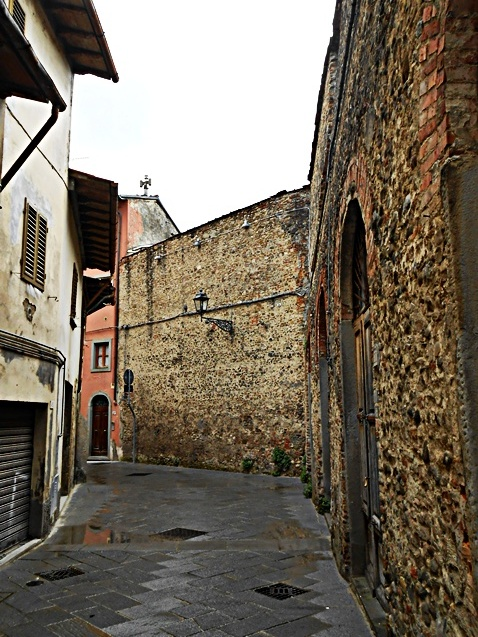
Mura trecentesche di Borgo San Lorenzo

Il controllo del Vescovo fiorentino si esplicava attraverso il Vicario vescovile, che esercitava il potere economico e civile con il titolo di Podestà. Tale potere andò man mano indebolendosi, in rapporto anche alla crescita economica di Borgo che, ai primi del XIII secolo, interessava tutto il Mugello; ciò è dimostrato anche dall'uso di misure proprie nelle transazioni, come lo staio e la mina burgensi.

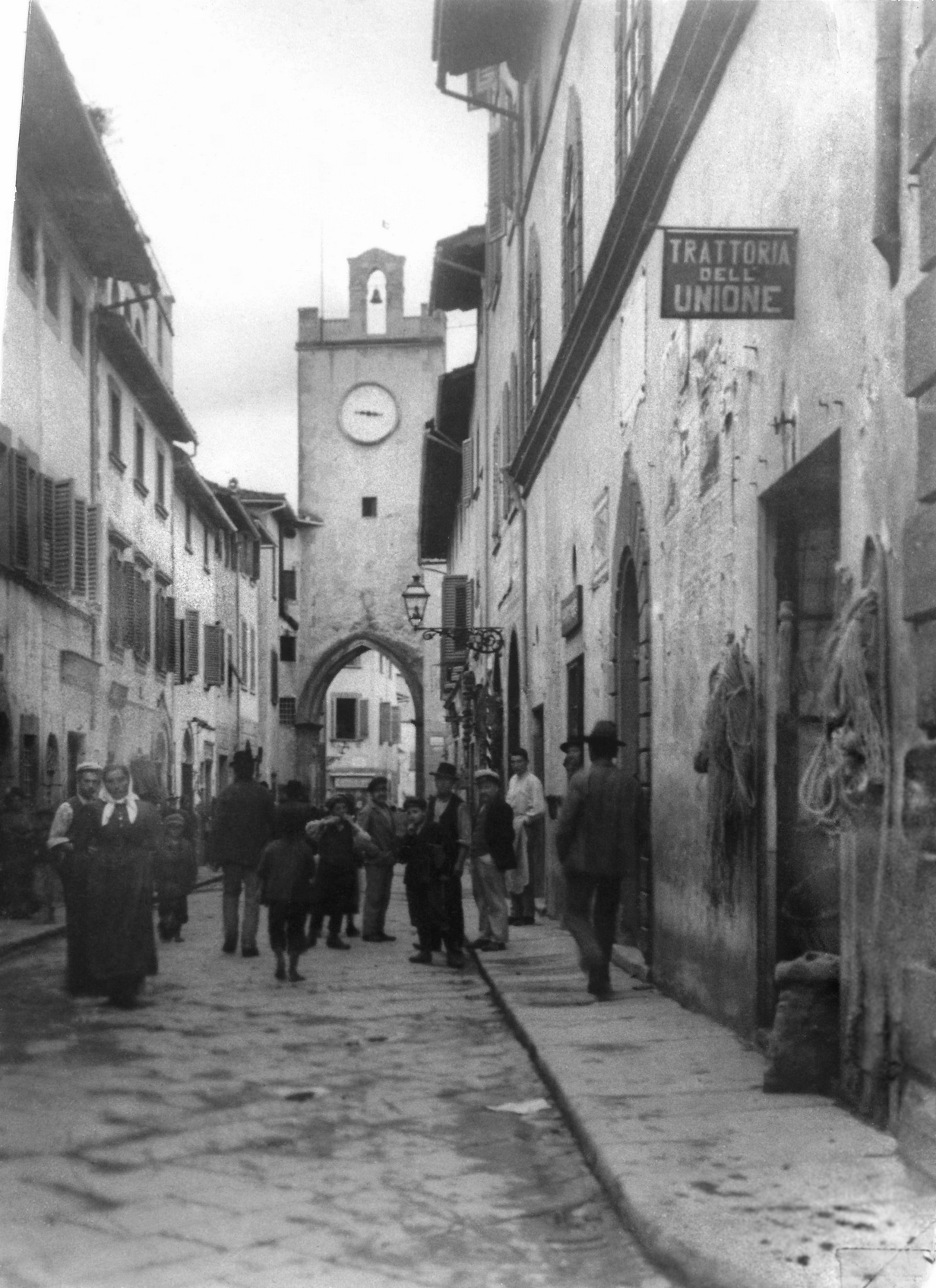
Il corso e la torre dell'orologio nel 1904

Già nel 1222 il vescovo di Firenze dovette rinunciare al controllo totale sulla nomina del giusdicente, riservandosela solo una volta ogni quattro anni e lasciando al popolo la libera scelta per gli altri tre anni. In seguito vi furono ancora tentativi di rivolta nei contronti dell'autorità vescovile che costrinsero, nel 1239, l'allora Podestà, Ubaldino della Pila ad emettere un'ordinanza che vietava l'edificazione di case e torri con altezza superiore alle 15 braccia.
Lo spirito di ribellione faceva capo ai nobili di parte guelfa i quali, nel 1251, dovettero subire l'assalto dei ghibellini fuorusciti da Firenze, alleati con i signori di Romagna. Nel 1290 intervenne, infine, il comune di Firenze, il quale, con il pagamento di 3000 fiorini, acquisiva tutti i diritti sul Mugello.

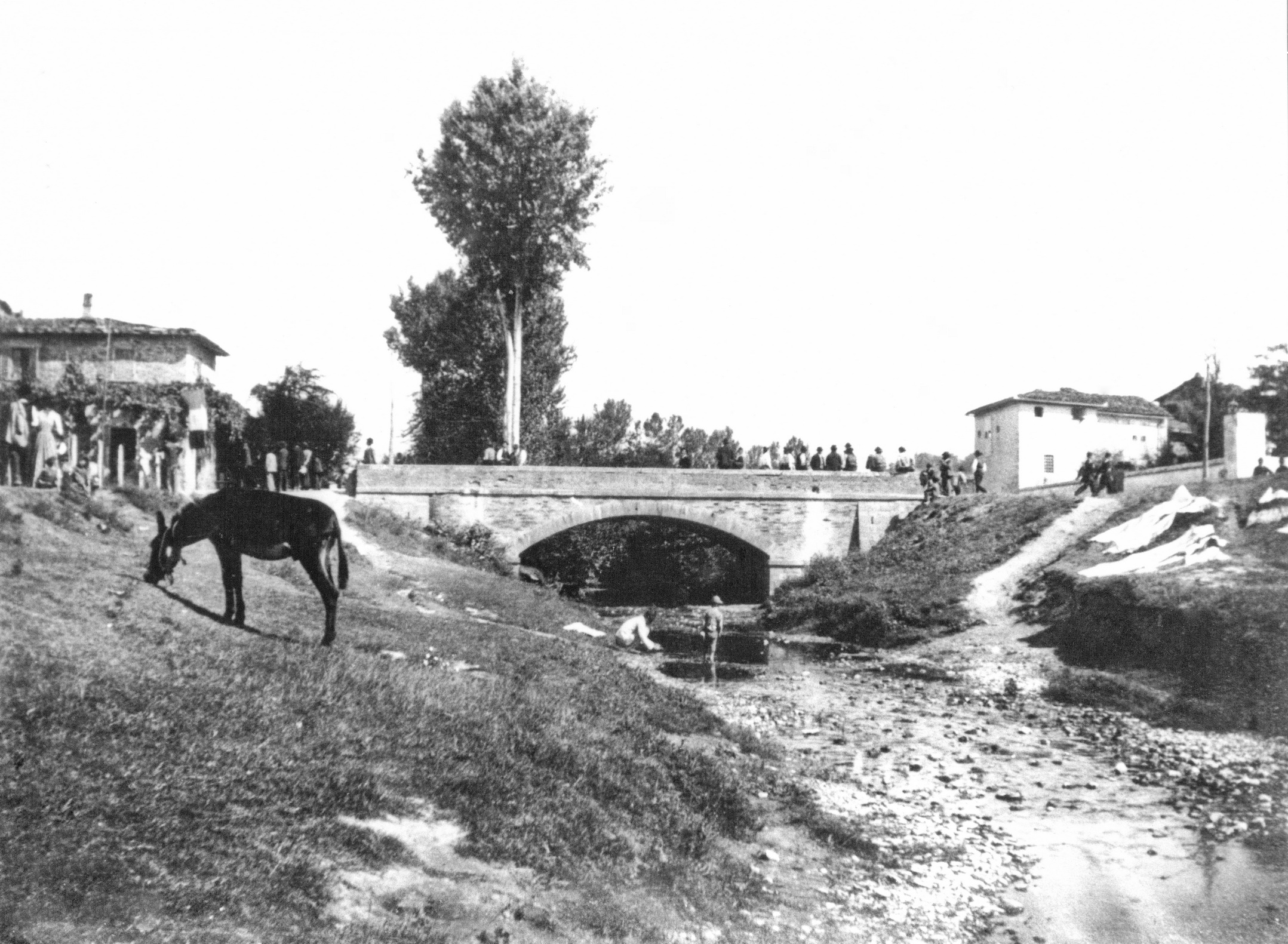
Il Ponte Rosso a Borgo San Lorenzo intorno al 1910

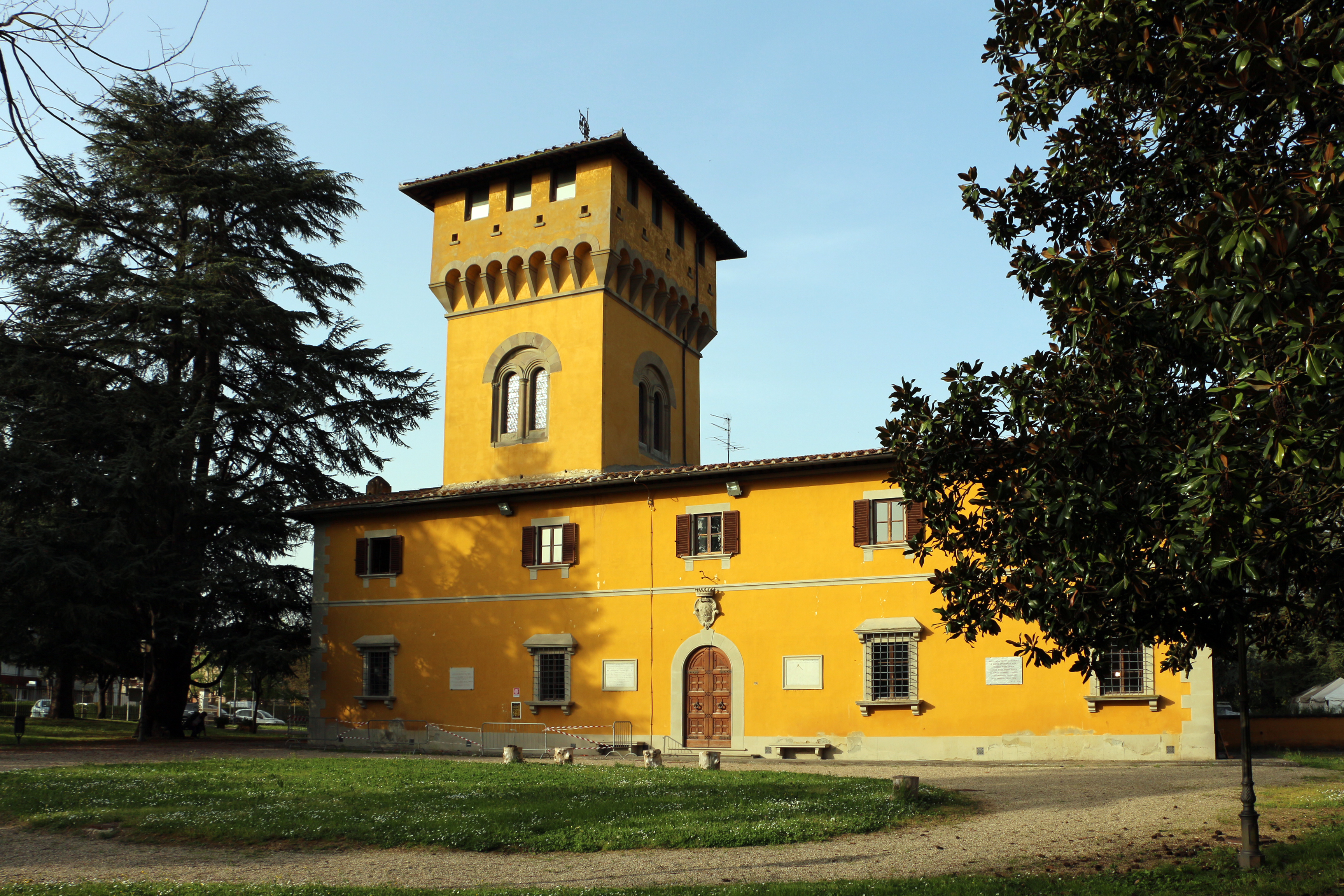
Villa Pecori Giraldi

Negli anni seguenti Borgo San Lorenzo pagò il suo legame con la Repubblica Fiorentina Guelfa, subendo gli attacchi dei ghibellini, come nel 1303 quando il paese fu conquistato da Scarpetta degli Ordelaffi, ghibellino forlivese; o come, nel 1312, alla venuta di Arrigo VII, quando gli Ubaldini rientrarono in Borgo. Per premunirsi da questi attacchi, e dalla minaccia creata dai Visconti di Milano, Firenze intervenne, nel 1351, cingendo di mura l'abitato di Borgo San Lorenzo e dopo aver creato le terre nuove di Scarperia e Firenzuola.
L'aspetto del paese veniva così regolarizzato attraverso una struttura muraria a forma rettangolare, con quattro porte munite di torri ed un asse viario che tagliava longitudinalmente tutto l'abitato. L'odierna piazza Cavour rappresentava il punto d'incontro delle due vie principali.
Il paese era il centro principale di una lega che raccoglieva tutti gli abitanti della zona; vi aveva infatti sede il potere politico, rappresentato da un podestà inviato ogni sei mesi da Firenze; fiorentini erano anche gli uomini che ricoprivano tutte le cariche pubbliche. Singolare era il fatto che per ogni porta esistevano due chiavi, una tenuta dal podestà, l'altra da un incaricato ogni tre mesi.
Nel 1440 Borgo fu assediato da Niccolò Piccinino, alleato degli Albizi contro i Medici, ma non fu conquistato.
Tra il 1529 e il 1530, durante l'assedio di Firenze, si impadronì del paese un capitano di ventura, il quale lo trasformò in arsenale e cantiere per la costruzione di ordigni da usare contro Firenze. Con la caduta della Repubblica a Firenze, Borgo San Lorenzo entrò a far parte del principato mediceo.
Borgo San Lorenzo divenne il centro principale di tutto il Mugello, grazie alla centralità della sua posizione in questa zona e all'incremento edilizio ed agricolo operato dalla politica granducale.
Nell'800 il ruolo del paese si confermò con la nascita di una buona organizzazione industriale e, sul finire del secolo, con la creazione di una rete ferroviaria di collegamento con Firenze, Faenza e Pontassieve
Nel 1861 Borgo San Lorenzo venne annesso al Regno d'Italia ad opera del re Vittorio Emanuele II di Savoia.

### Simboli
Lo stemma e il gonfalone sono stati concessi con decreto del presidente della Repubblica del 16 novembre 1988.
Il gonfalone è un drappo troncato di verde e di rosso.

## Monumenti e luoghi d'interesse

### Architetture religiose
Nel capoluogo

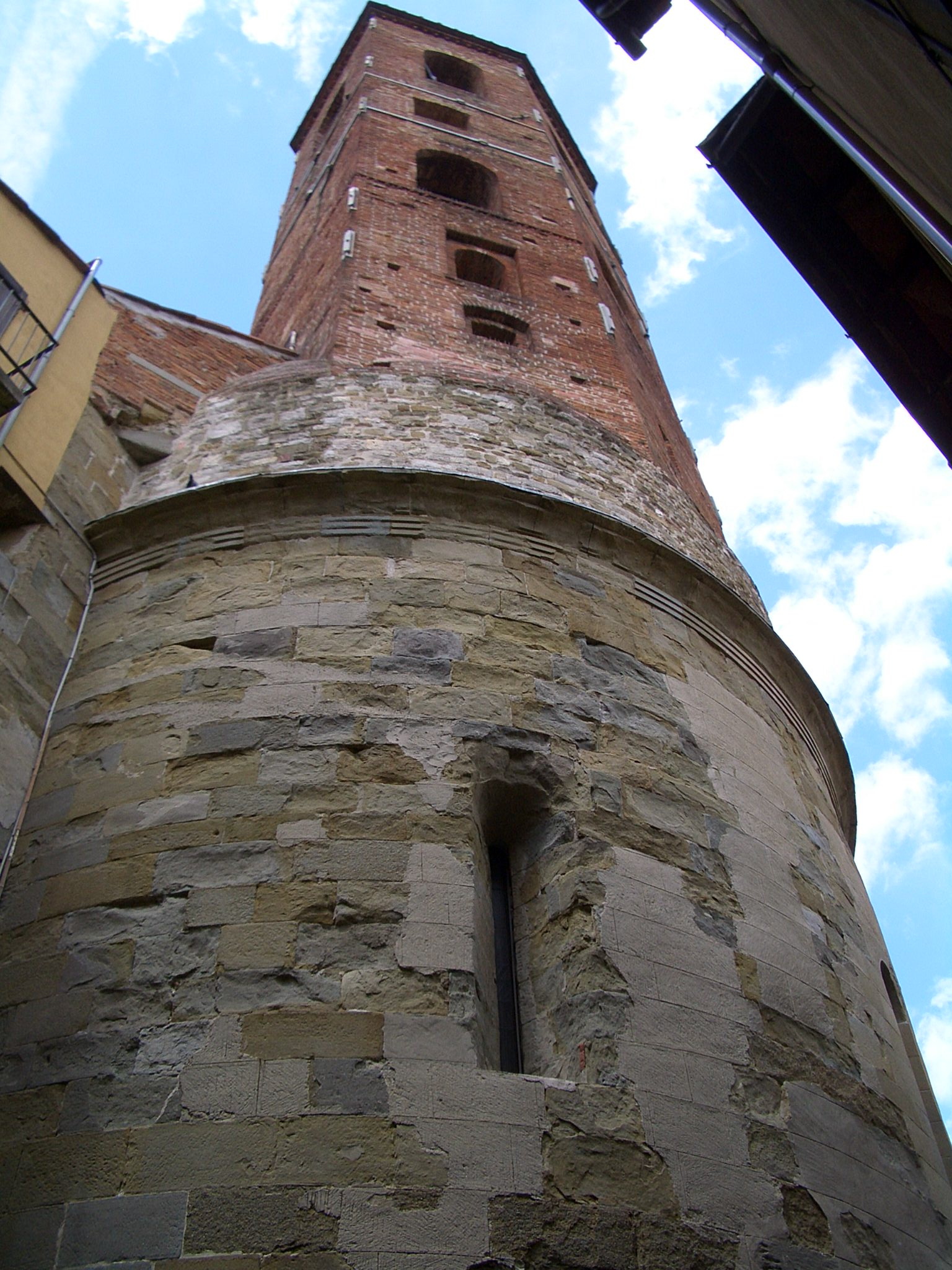
Retro della pieve di San Lorenzo con il campanile che si innesta direttamente sopra l'abside.

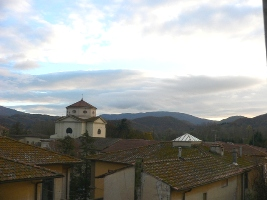
Chiesa del Crocifisso

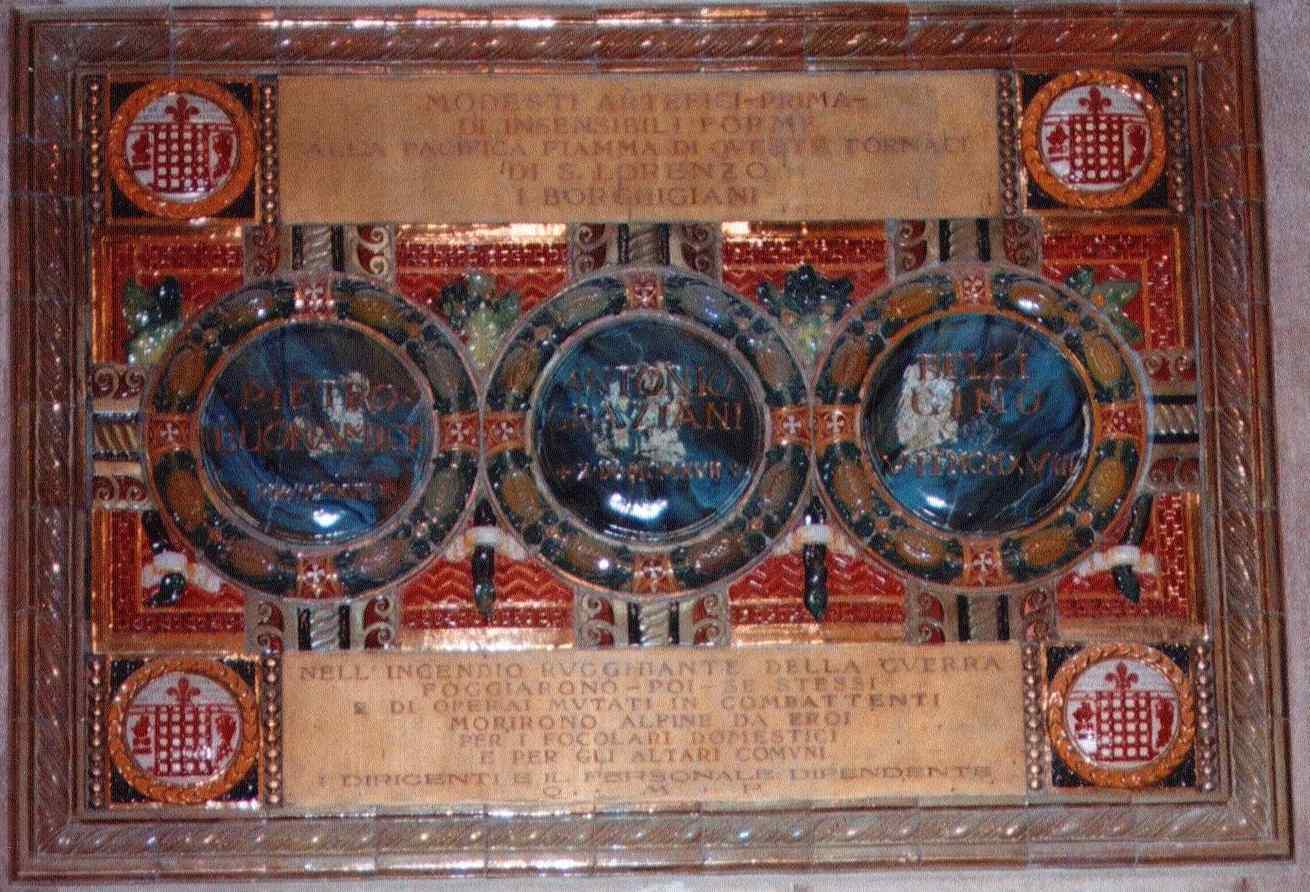
Lapide ai caduti della Manifattura Chini in Sant'Omobono

Pieve di San Cresci in Valcava

- La pieve di San Lorenzo è ricordata nel 934, ma l'attuale chiesa è il risultato di una ricostruzione del XII-XIII secolo, con pianta a tre navate divise da colonne e pilastri quadrangolari e una sola, grande abside semicircolare. Il campanile di forma esagonale, risale al 1263. All'interno sono conservate pregevoli opere d'arte provenienti anche da chiese del territorio. Tra tutte spicca la Madonna di Borgo San Lorenzo del giovane Giotto.
- L'oratorio di Sant'Omobono era sede della confraternita laica "degli Azzurri", per il colore della veste che indossavano. Conserva alcune pitture ottocentesche, una vetrata e due lapidi della Manifattura Chini.
- Monastero di Santa Caterina, in via San Francesco, la cui chiesa conserva una tavola con lo Sposalizio mistico di santa Caterina d'Alessandria, il cui pagamento è documentato nel 1564 a Michele Tosini, ma la cui esecuzione dovrebbe spettare al figlio Baccio.[8] Nello stesso monastero una tavola con l'Annunciazione è invece attribuibile a Giovanni Brina[9].
- Il santuario del Santissimo Crocifisso dei Miracoli fu costruito dal 1714 al 1743 dall'architetto fiorentino Girolamo Ticciati e ricostruito nel 1919 in seguito al terremoto del Mugello. L'interno si presenta con una struttura a croce greca. La chiesa era annessa al collegio dei Padri Salesiani negli anni cinquanta e sessanta. Nel collegio studiarono tanti giovani che poi si distinsero nelle varie professioni. Negli anni settanta il collegio passò dai Salesiani a un altro ordine religioso.
- L'ex chiesa e convento di San Francesco risale all'inizio del XIII secolo.
- Arciconfraternita della Misericordia e annesso oratorio
- Tabernacolo di san Francesco
- Cimitero della Misericordia

Nelle frazioni
- Ex convento di San Pietro a Luco: nel 1500 fu costruito il campanile che fu danneggiato nel 1542 e poi restaurato nel 1612; le campane risalgono al periodo di fondazione della chiesa. Nel 1630 fu costruito l'altare maggiore in pietra e nel 1661 vi furono poste le spoglie di santa Clarice vergine e martire, provenienti dalle catacombe di Santa Priscilla a Roma. La chiesa fu restaurata nel 1883 e ristrutturata a più riprese fino al 1932. Nel 1928 l'architetto Ezio Cerpi fece stonacare la facciata, ripristinare le mura della costruzione del 1086, che mostrarono un filaretto fino a nove metri di altezza, al di sopra del quale c'era il muro normale, che indicava l'esistenza di un rialzamento e della costruzione del portale in stile del Rinascimento. Alla chiesa fu dato allora uno stile rinascimentale (e non romanico) per aderire a quello del portale. Nella canonica si trovano i dipinti Crocifissione di Donato Mascagni, risalente al XVI secolo e il Redentore di Lorenzo Lippi (secolo XVI); si trovano anche un tabernacolo ligneo del Quattrocento e un calice d'argento di Cosimo Merlini il Vecchio (1637).
- Ex badia di San Paolo di Razzuolo: la chiesa attuale era parte di un'antica badia dell'Ordine vallombrosano.
- Monastero di San Bartolomeo (badia del Buonsollazzo): passato nel 1320 dai benedettini ai cistercensi, venne affidato nel 1706 ai frati trappisti per volere del granduca Cosimo III, e fu completamente ristrutturato.
- La chiesa di Santa Maria a Pulicciano all'interno presenta cinque altari del Seicento, un pulpito di noce intagliato, opera di Giuseppe Romagnoli, un affresco sull'altare maggiore dell'Oratorio della Compagnia, rappresentante la Santissima Annunziata, una Lamentazione sul Cristo morto, composta da statue in terracotta, chiamate Le verginelle, del XVI secolo, l'Assunzione della Vergine, opera della seconda metà del XVI secolo, di cui non si conosce l'autore.
- La chiesa di San Giovanni Maggiore fu riedificata nel 1520-1530 dall'arcivescovo Francesco Minerbetti, restaurata nel 1930. Di essa non si può precisare l'origine, anche se molto probabilmente essa risale al V-VI secolo. Di ciò si ha conferma nei documenti del secolo XI che citano un castellare novum o castellarium novum, che indica l'esistenza di un castello più antico, costruito sui resti del primo. Nel Monastero di San Pietro in Luco si fa menzione di una compravendita di beni di questa chiesa, risalenti al 1016. L'interno si presenta con tre navate, un ambone romanico con decori in marmo verde del XII secolo, un crocifisso di legno della prima metà del Cinquecento, copie in gesso di due busti rappresentanti la madre e il padre di Francesco Minerbetti, (gli originali in terracotta del XVI secolo sono conservati nel Museo Beato Angelico di Vicchio), un altro busto che raffigura il pievano Fratini.
  - Campanile Alberto
- Nel luogo dove si trova la pieve di San Cresci in Valcava, molto probabilmente c'era un tempio pagano, perché gli scavi ne fecero trovare le fondamenta, insieme a monete romane (fra le quali alcune dell'Imperatore Decio), pietre scolpite con serpi, ossa di animali sacrificati e altri oggetti. Si ritiene che in questo luogo sia avvenuto il martirio di san Cresci del quale la chiesa conservava il cranio, custodito in un busto-reliquiario in argento (XVIII secolo), voluto da Cosimo III su disegno di Foggini (adesso nella chiesa di Sagginale). Anche la Madonna col Bambino e Angeli del Maestro della Madonna Strauss, della chiesa di San Cresci, si trova oggi a Sagginale. Nella pieve di San Cresci in Valcava si trovano le ossa e le ceneri dei martiri Enzo, Omnione e Panfila, riconosciute nel 1613 e situate in urne di marmo negli altari laterali e sotto la gradinata dell'altar maggiore. Questa chiesa fu consacrata nel 1703. Nel 1700-1702 essa subì dei restauri e nel 1704 fu costruito il portico. Anticamente era costruita con bozze di pietra, aveva tre navate, tre piccole finestre sulla navata laterale ed altre tre nell'abside. I restauri furono commissionati da Cosimo III: la chiesa, con la bolla di Innocenzo III, fu annessa al convento dei padri Gesuiti di Firenze.
- Il santuario della Madonna dei Tre Fiumi fu edificato nel 1578 e restaurato nel 1705, presenta tre navate ed ha un loggiato esterno. Fu eretto in onore della Madonna e contiene un dipinto di Jacopo Chimenti (1554-1640) detto l'Empoli. Questo santuario negli anni passati è stato meta di molti pellegrinaggi.
- La chiesa di San Michele a Ronta fu ricostruita sull'antica badia vallombrosana nel 1715-1721 da Cosimo III. La chiesa è dedicata a san Michele perché, come sostiene la tradizione, sul luogo dove essa si trova, c'era un tempio dedicato a Marte, al quale era contrapposto san Michele, santo-guerriero.
- La chiesa di San Michele a Figliano risale al XVIII secolo, ma è una ricostruzione di un'altra molto antica che era situata vicino al Camposanto.
- La chiesa di San Carlo ai Cappuccini risale, assieme al convento cui è annessa, al 1613.
- La chiesa di Santo Stefano a Grezzano all'interno conserva un tabernacolo in terracotta invetriata della bottega di Giovanni della Robbia.
- pieve di Santa Felicita a Faltona e posta lungo la strada che anche nel Medioevo collegava Firenze al Mugello, la pieve è nota fin dal 1016 con il toponimo Larciano.
- Nell'elegante edificio accanto ala chiesa di Santa Maria a Olmi nel 1585 furono ospiti il granduca Francesco I de' Medici e Bianca Cappello, la quale fu ritratta ad affresco da Alessandro Allori; nel 1871 il ritratto fu staccato e ceduto alla Galleria degli Uffizi di Firenze.
- La chiesa di Santa Maria a Montefloscoli risale all'XI-XII secolo ed è stata più volte manomessa. L'ultimo restauro ne ha riportato alla luce le strutture originarie, quali l'abside e il paramento murario a filaretto in pietra.

### Architetture civili

#### Palazzi

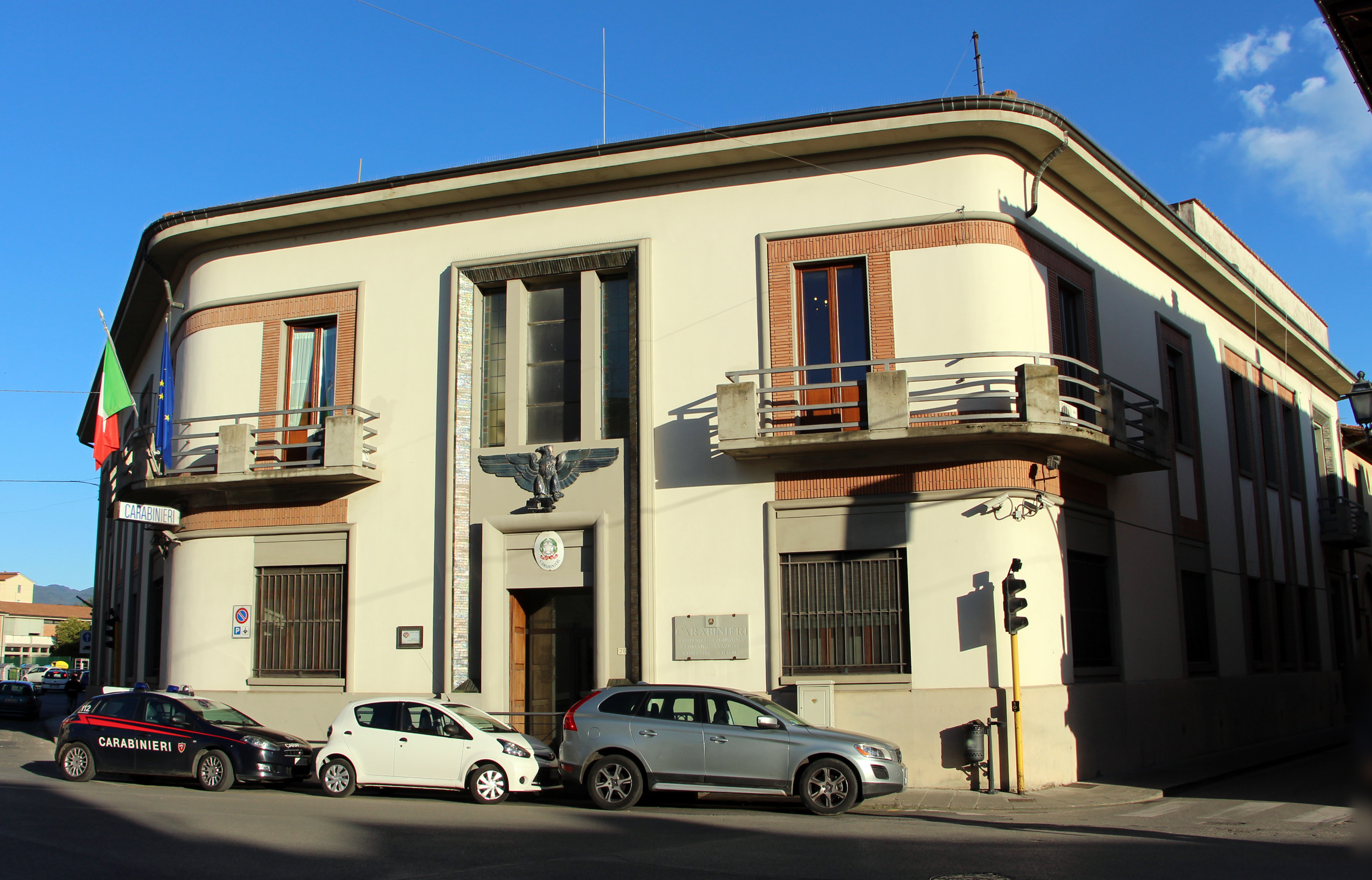
Caserma dei Carabinieri

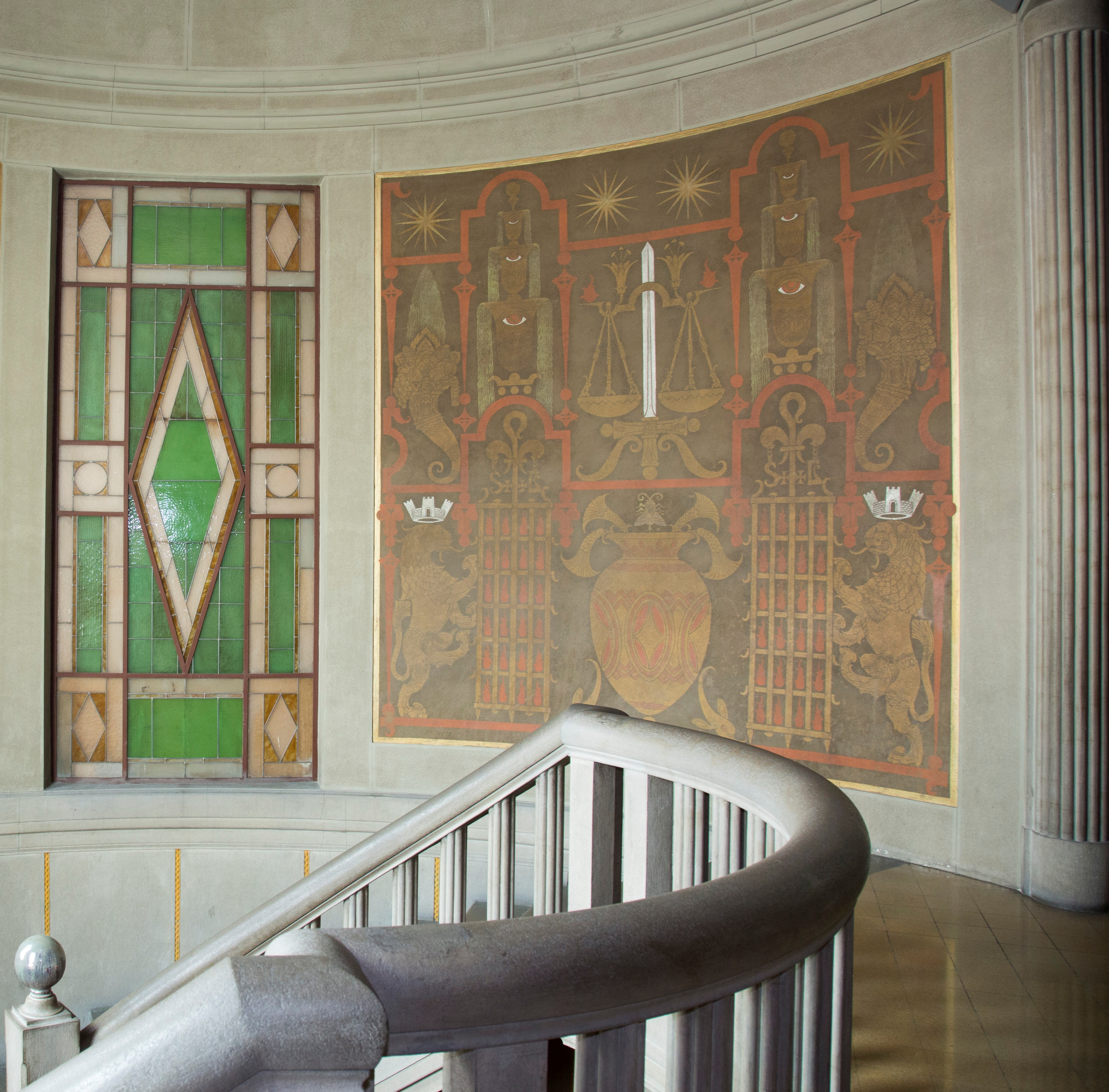
Tito Chini, Affreschi del vano scale del palazzo comunale

- Il Palazzo del Podestà risale al '300 tuttavia l'aspetto attuale è frutto anche di un consistente restauro del 1934 che ne ha modificato l'aspetto con una riprogettazione in chiave neotrecentesca. La struttura fu costruita per ospitare il governo della città, gli stemmi posti sulla facciata appartenevano alle più importanti famiglie fiorentine e testimoniano il passaggio nel 1290 della città sotto il controllo di Firenze. Oltre agli stemmi è possibile ammirare internamente anche l'affresco Madonna col Bambino fra San Giovanni Battista e San Lorenzo datato 1547. Oggi il palazzo è sede della biblioteca comunale.
- Il Palazzo Comunale fu terminato nelle sue parti essenziali nel 1931, e venne inaugurato il giorno 28 ottobre. Il progetto originario di Niccolò Niccolai risale al 1898, poi sarà pensato un nuovo progetto nel 1925 da Augusto Lorini coadiuvato dall'artista Tito Chini. Quest'ultimo sarà l'artefice di un complesso programma decorativo e simbolico oltre che di tutto l'arredo interno che ne fanno a tutt'oggi un'opera eccelsa della Manifattura Chini Fornaci di San Lorenzo.

#### Ville
- Villa la Casa (Mucciano. Giovanni della Casa)
- Villa la Topaia, ha ospitato la scrittrice Sibilla Aleramo
- Villa Martini Bernardi in località Rabatta
- Villa Gerini in località Ronta
- Villa di Striano in località Ronta
- Villa Votanidi vicino alla località Sagginale
- Villa Ripa (Borgo San Lorenzo)
- Villa Pecori Giraldi (Borgo San Lorenzo)
- Villa di Figliano - Fondazione Romanelli e Bruschi
- Villa Romanelli (Borgo San Lorenzo già dimora dei Pitti Fiorini)

#### Teatri
- Teatro Giotto
- Teatro Don Bosco

#### Altro

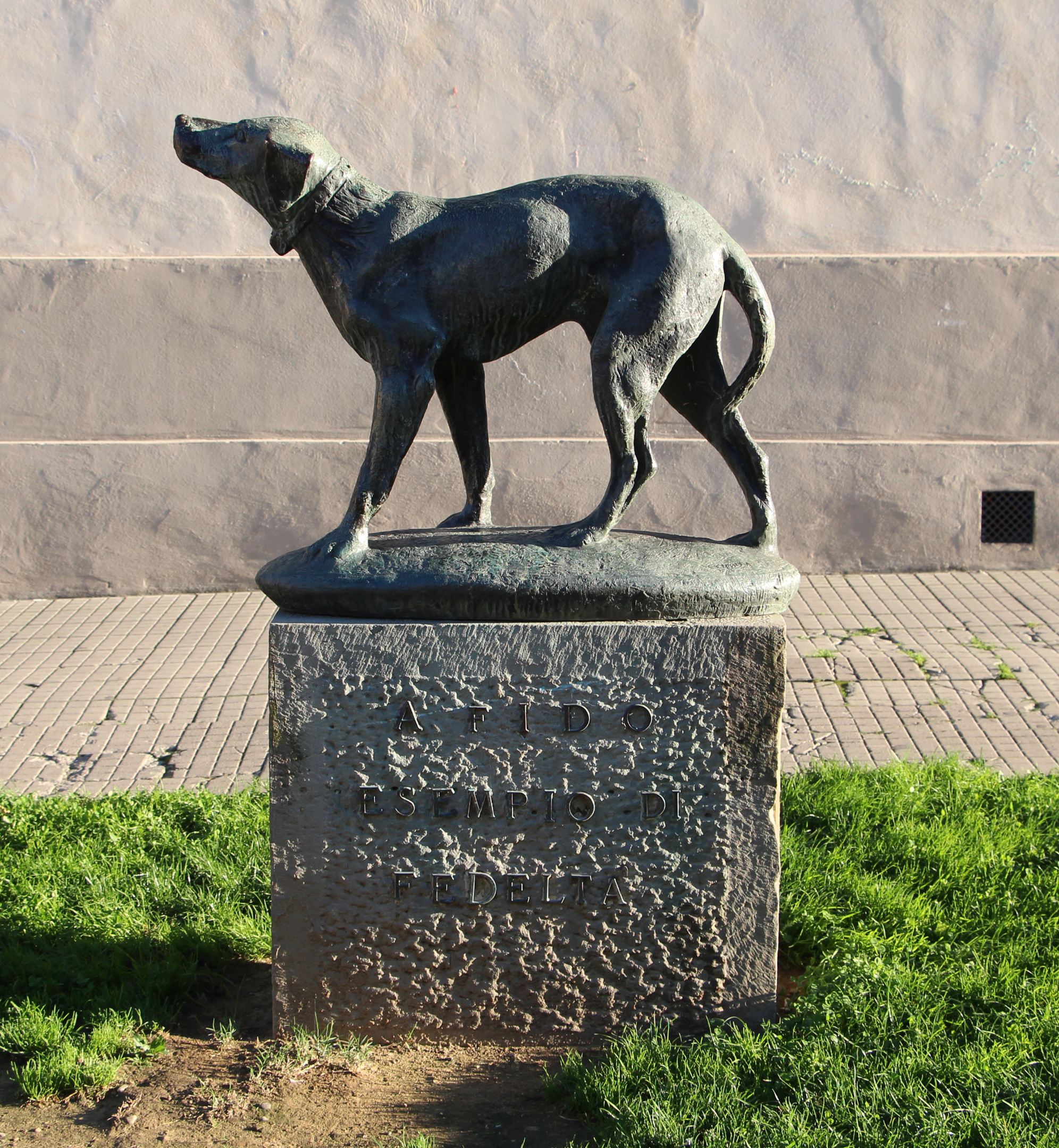
Monumento al cane Fido

- Museo della Manifattura Chini a Villa Pecori-Giraldi.
- Monumento al cane Fido, realizzato dallo scultore Salvatore Cipolla a ricordo della storia dell'omonimo animale, vissuto nella frazione di Luco del Mugello. Fido (1941-1958) attese invano il ritorno del padrone Carlo Soriani, perito durante un bombardamento aereo nel 1943, recandosi ogni sera, per circa quattordici anni, fino al giorno della sua morte, alla fermata della corriera ove l'uomo scendeva di ritorno dal lavoro.
- Monumento ai Caduti della Grande Guerra situato in piazza Dante, opera del 1926-1927 eseguita dallo scultore Giorgio Rossi[10].

### Centro Commerciale Naturale
Secondo in Mugello, dopo quello di Scarperia, il centro commerciale naturale "per Borgo" è un'associazione che riunisce tutti i commercianti del centro storico di Borgo San Lorenzo. Oltre a questi commercianti se ne aggiungono altrettanti nelle zone vicinissime al centro storico (zona via F. Pananti, Corso Matteotti, Via G. della Casa, Via del Canto, Piazzale Montanara, Piazza del Mercato, Via Brocchi).

### Luoghi naturali

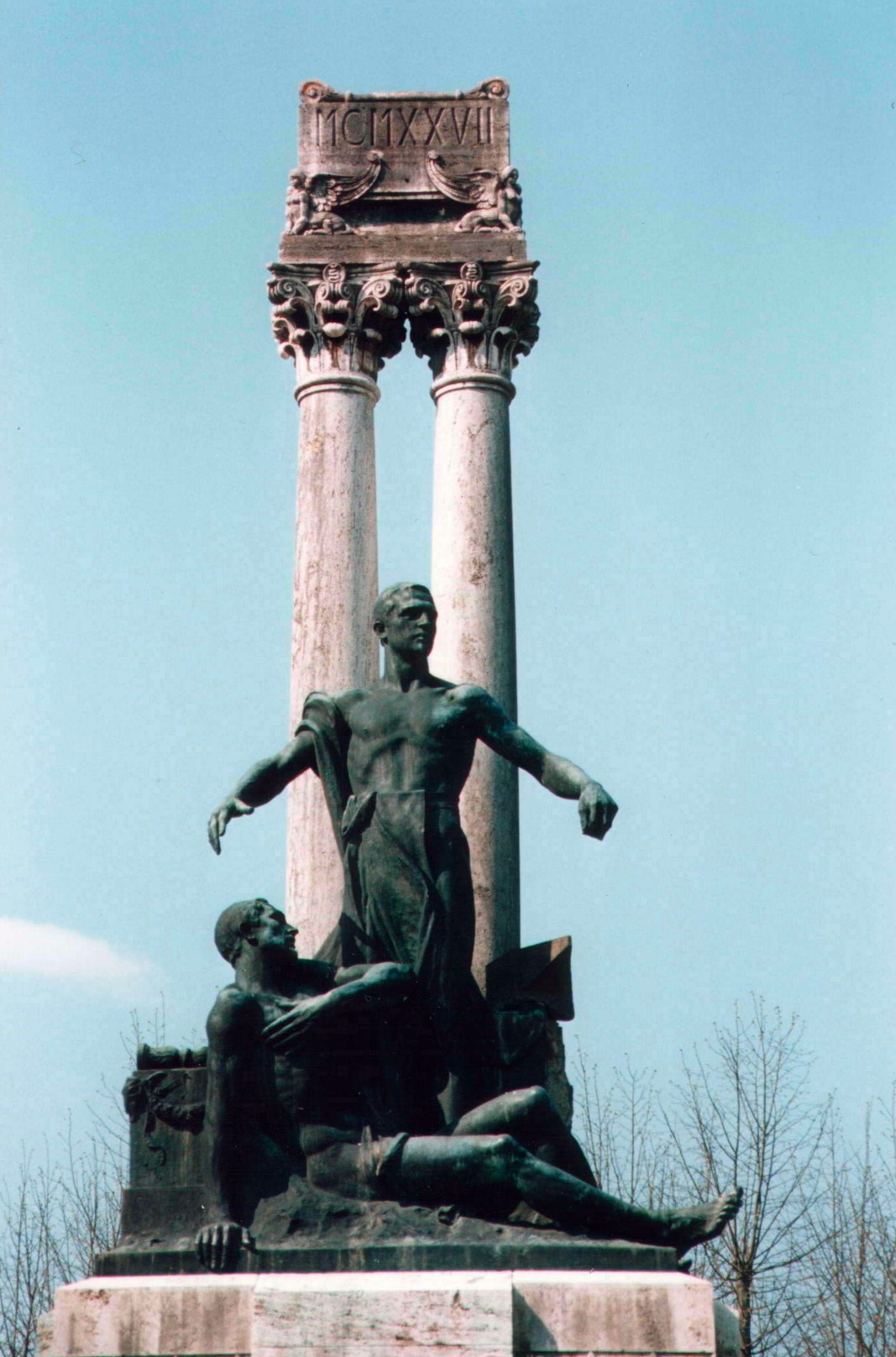
Giorgio Rossi, Monumento ai caduti della Grande Guerra, 1927

- Il passo della Colla di Casaglia si estende tra le valli della Sieve e del Lamone. La strada principale prosegue per Marradi, mentre la Statale 477 si dirige a Palazzuolo sul Senio, dove si giunge attraversando il Passo della Sambuca, (metri 1061), dopo di che si scende nella valle del fiume Senio. La Statale scende verso il fiume Lamone, fino a Casaglia e a Crespino del Lamone.

## Società

### Evoluzione demografica
Abitanti censiti

### Etnie e minoranze straniere
Secondo i dati ISTAT al 31 dicembre 2010 la popolazione straniera residente era di 1 845 persone.
Le nazionalità maggiormente rappresentate in base alla loro percentuale sul totale della popolazione residente erano:
- Albania 732 4,02%
- Romania 424 2,33%

## Geografia antropica

### Frazioni
Il territorio comunale di Borgo San Lorenzo comprende le seguenti frazioni:
- Arliano (443 m s.l.m., 32 abitanti)
- Casaglia (754 m s.l.m., 51 abitanti)
- Faltona (223 m s.l.m., 3 abitanti)
- Grezzano (358 m s.l.m., 383 abitanti)
- Luco di Mugello (306 m s.l.m., 1 045 abitanti), già antico castello dei conti Guidi, è un piccolo borgo menzionato in molti documenti medioevali che deve il suo nome alla parola latina lucus, che vuol dire "bosco sacro". Nel suo territorio si trova l'ex monastero camaldolese femminile di San Pietro a Luco, le cui origini risalgono agli ultimi anni dell'XI secolo. Il pittore Andrea del Sarto - per sfuggire alla pestilenza - nel 1523 si rifugiò a Luco di Mugello e dipinse per la chiesa del monastero femminile la famosa pala della Pietà di Luco attualmente ospitata nella Galleria Palatina a Firenze.
- Panicaglia (289 m s.l.m., 563 abitanti)
- Poggiolo-Salaiole (263 m s.l.m., 54 abitanti)
- Polcanto (386 m s.l.m., 396 abitanti)
- Rabatta (193 m s.l.m., 508 abitanti)
- Razzuolo (635 m s.l.m., 98 abitanti)
- Ronta (364 m s.l.m., 1 313 abitanti)
- Sagginale (180 m s.l.m., 375 abitanti)

### Altre località del territorio
Altre località minori sono quelle di Battiloro, Canicce, Case di Risolaia, Castellina di Sotto, Corniolo, Faltona Nuova, Fontanelle, Fontanine di Rabatta, Ferracciano, Figliano, Gricignano, Larciano, La Torre, Lutiano Nuovo, Madonna dei Tre Fiumi, Madonna della Febbre, Montepulico, Mucciano, Mulinaccio, Ochi, Olmi, Piazzano, San Giorgio, San Giovanni Maggiore, Viterete.

## Amministrazione
| Sindaci eletti dal Consiglio comunale (fino al 1995) | Sindaci eletti dal Consiglio comunale (fino al 1995) | Sindaci eletti dal Consiglio comunale (fino al 1995)          | Sindaci eletti dal Consiglio comunale (fino al 1995) | Sindaci eletti dal Consiglio comunale (fino al 1995) | Sindaci eletti dal Consiglio comunale (fino al 1995) | Sindaci eletti dal Consiglio comunale (fino al 1995) | Sindaci eletti dal Consiglio comunale (fino al 1995) |
| Sindaco                                              | Partito                                              | Partito                                                       | Giunta                                               | Giunta                                               | Mandato                                              | Mandato                                              | Elezione                                             |
| Sindaco                                              | Partito                                              | Partito                                                       | Giunta                                               | Giunta                                               | Inizio                                               | Fine                                                 | Elezione                                             |
| ---------------------------------------------------- | ---------------------------------------------------- | ------------------------------------------------------------- | ---------------------------------------------------- | ---------------------------------------------------- | ---------------------------------------------------- | ---------------------------------------------------- | ---------------------------------------------------- |
| Luciano Baggiani                                     |                                                      | Partito Comunista Italiano Partito Democratico della Sinistra |                                                      | PCI                                                  | 02 agosto 1980                                       | 5 luglio 1985                                        | Elezione 1980                                        |
| Luciano Baggiani                                     |                                                      | Partito Comunista Italiano Partito Democratico della Sinistra | PCI                                                  | 5 luglio 1985                                        | 9 luglio 1990                                        | Elezione 1985                                        |                                                      |
| Luciano Baggiani                                     |                                                      | Partito Comunista Italiano Partito Democratico della Sinistra | PCI-FdV                                              | 9 luglio 1990                                        | 8 maggio 1995                                        | Elezione 1990                                        |                                                      |
| Sindaci eletti direttamente dai cittadini (dal 1995) |                                                      |                                                               |                                                      |                                                      |                                                      |                                                      |                                                      |
| Sindaco                                              | Partito                                              | Partito                                                       | Giunta                                               | Giunta                                               | Mandato                                              | Mandato                                              | Elezione                                             |
| Sindaco                                              | Partito                                              | Partito                                                       | Giunta                                               | Giunta                                               | Inizio                                               | Fine                                                 | Elezione                                             |
| Antonio Margheri                                     |                                                      | Partito Democratico della Sinistra Democratici di Sinistra    |                                                      | PDS                                                  | 8 maggio 1995                                        | 14 giugno 1999                                       | Elezione 1995                                        |
| Antonio Margheri                                     |                                                      | Partito Democratico della Sinistra Democratici di Sinistra    | L'Ulivo-PdCI                                         | 14 giugno 1999                                       | 15 giugno 2004                                       | Elezione 1999                                        |                                                      |
| Giovanni Bettarini                                   |                                                      | Democratici di Sinistra Partito Democratico                   |                                                      | L'Ulivo-PdCI                                         | 15 giugno 2004                                       | 23 giugno 2009                                       | Elezione 2004                                        |
| Giovanni Bettarini                                   |                                                      | Democratici di Sinistra Partito Democratico                   | PD-L. civica                                         | 23 giugno 2009                                       | 27 maggio 2014                                       | Elezione 2009                                        |                                                      |
| Paolo Omoboni                                        |                                                      | Partito Democratico                                           |                                                      | PD-L. civica                                         | 27 maggio 2014                                       | 11 giugno 2019                                       | Elezione 2014                                        |
| Paolo Omoboni                                        |                                                      | Partito Democratico                                           | PD-L. civiche                                        | 11 giugno 2019                                       | 24 giugno 2024                                       | Elezione 2019                                        |                                                      |
| Leonardo Romagnoli                                   |                                                      | Movimento 5 stelle                                            |                                                      | M5S-L. civiche                                       | 24 giugno 2024                                       | in corso                                             | Elezione 2024                                        |

## Economia
- Manifattura "A' Rosai"
- Chini (famiglia)

## Infrastrutture e trasporti
Il comune è servito da due stazioni. La principale è la stazione di Borgo San Lorenzo, la seconda, che serve il polo delle scuole superiori, è la stazione di Borgo San Lorenzo Rimorelli. 
Il trasporto su gomma è gestito da Autolinee Toscane, che ha la sede nel medesimo comune.

## Sport
Nel comune di Borgo San Lorenzo sono presenti molti impianti sportivi e vengono praticati molti sport.

### Nuoto
- Mugello Nuoto A.S.D.

### Calcio
- A.S.D. Fortis Juventus 1909
- A.S.D. Mattagnanese BSL Calcio a 5

### Pallamano
- Fiorentina Handball
- Pallamano Mugello

### Pallacanestro
- STM Pallacanestro Borgo

### Equitazione
- Scuderia La Torre: Associazione sportiva dilettantistica

### Basket
- R.C. Cillo Basket: Associazione sportiva dilettantistica

### Pallavolo
- Mugello Volley
- G.S. Pallavolo

### Rugby
- Rugby Mugello

### Pallanuoto
- Pallanuoto Mugello